# Dmitri Gorchkov
Dmitri Gorchkov, né le 29 avril 1967 à Moscou, est un joueur de water-polo russe, triple médaillé olympique entre 1992 et 2004.